# Kustrzebka pęcherzykowata

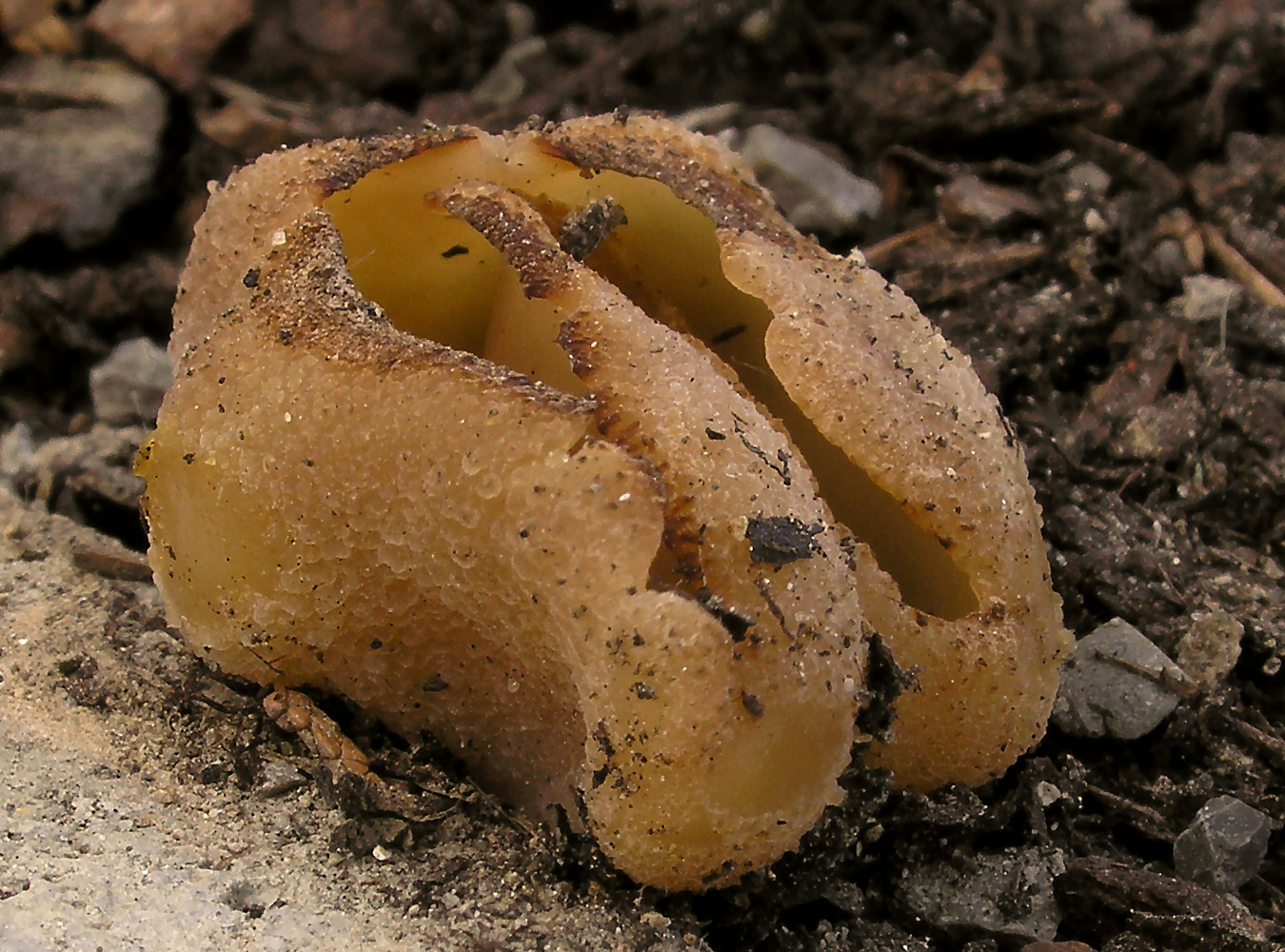

Kustrzebka pęcherzykowata (Peziza vesiculosa Bull.) – gatunek grzybów z rodziny kustrzebkowatych (Pezizacae).

## Systematyka i nazewnictwo
Pozycja w klasyfikacji według Index Fungorum: Peziza, Pezizaceae, Pezizales, Pezizomycetidae, Pezizomycetes, Pezizomycotina, Ascomycota, Fungi.
Synonimów nazwy naukowej ma ponad 30. Niektóre z nich:

- Aleuria vesiculosa (Bull.) Gillet 1881
- Galactinia vesiculosa (Bull.) 1953
- Helvella vesiculosa (Bull.) Bolton
- Peziza isochroa (Pers.) Sacc. 1889
- Pustularia vesiculosa (Bull.) Fuckel 1870
- Scodellina vesiculosa (Bull.) Gray 1821

## Morfologia
Owocnik
O średnicy 4–8 cm, czasami nawet do 15 cm. Początkowo jest kulisty i długo utrzymuje taki kształt. W czasie dojrzewania zarodników otwiera się i rozpłaszcza. Jego zewnętrzna powierzchnia ma barwę od białawej do beżowej i jest delikatnie szorstka, łuseczkowata i delikatnie popękana. Powierzchnia wewnętrzna jest gładka, o barwie od bladocielistej do brązowej.
Miąższ
Bardzo cienki, kruchy, jasnoochrowobiaławy, nie zmienia barwy po uszkodzeniu. Bez wyraźnego zapachu i smaku.
Zarodniki
Wysyp zarodników biały do białokremowego. Zarodniki bezbarwne, gładkie, eliptyczne, o rozmiarach 21–24 × 10–14 μm.

## Występowanie i siedlisko
Notowana jest w Ameryce Północnej, Południowej, Europie, Azji, Australii i Nowej Zelandii. W Polsce jest dość pospolita.
Wyrasta w ogrodach, przy drogach, na polach, na kompoście, na żyznej, nawożonej  ziemi.  Pojawia się od wiosny do jesieni.

## Znaczenie
Saprotrof. Nie jest trująca, jednak ze względu na brak smaku oraz miejsce występowania uważana jest za grzyb niejadalny.

## Gatunki podobne
- kustrzebka wygięta (Peziza repanda) rosnąca na drewnie[3]
- kustrzebka zmienna (Peziza varia)